# Sulzstrom
Ein Sulzstrom (Gebräuchlich ist auch die englische Bezeichnung Slushflow) ist eine schnelle Massenbewegung von Wasser und Schnee und wird als eine Art Murgang kategorisiert. Schneematsch wird verursacht, wenn das Wasser in der Schneedecke eine kritische Konzentration erreicht, weil mehr Wasser zu- als abfließt. Die hohe Wasserkonzentration schwächt den Zusammenhalt der Schneekristalle und erhöht das Gewicht der Schneedecke. Eine Schneematschlawine wird ausgelöst, wenn die hangparallele Schwerkraftkomponente ein hydraulisches Druckgefälle erzeugt, das die Zugfestigkeit und die Grundreibung der Schneedecke übersteigt.
Sie werden zwar häufig mit einer Lawine verglichen, weisen aber einige wesentliche Unterschiede auf. Schneematsch ist seltener als eine Lawine, hat einen höheren Wassergehalt, ist laminarer und hat eine geringere Geschwindigkeit. Sie treten am häufigsten in höheren Breitengraden im Winter bei starken Niederschlägen und im Frühjahr bei starker Schneeschmelze auf. Aufgrund ihres hohen Wassergehalts können sie in niedrigen Höhenlagen sanfte Hänge von nur wenigen Grad hinunterfließen. Dabei sind sie meist linear und verlaufen entlang von Tiefenlinien wie Flussläufen. Sie stellen in Norwegen und Island eine erhebliche Gefahr dar und sind für den Tod von Dutzenden von Menschen sowie für die Zerstörung von Gebäuden und die Sperrung von Straßen verantwortlich.